# Ker-Xavier Roussel
Ker-Xavier Roussel (Lorry-lès-Metz, 10 de dezembro de 1867 — L'Étang-la-Ville, 6 de junho de 1944) foi um pintor francês associado ao grupo dos Nabis.
Filho do médico François Xavier Roussel, sua família deixou a região do Mosela durante a Guerra Franco-Prussiana, fixando-se em Paris.
Em 1882, ingressou no Liceu Condorcet, onde teve como colegas Édouard Vuillard; Maurice Denis e Aurellien Lugne –Poe.
A partir de 1885, Roussel torna-se aprendiz no estúdio de Diogenes Maillart. Ingressou na Escola de Belas Artes de Paris em 1888. A partir de 1889 passou a frequentar a Academia Julian, onde se formou o grupo dos Nabis.
Em 1893 casa-se com Marie, irmã de seu amigo Edouard Vuillard. Neste período colabora com o magazine literário “La Revue Blanche” e trabalha na cenografia da companhia teatral de seu amigo Lugne-Poe, em conjunto com Bonnard, Vuillard e Sérusier.
Entre 1894 e 1904 expõe regularmente em Bruxelas e Paris. Apresenta-se no “Salon des Indépendants” e expõe na Galeria Bernheim com Vallotton e Maillol.
Em 1906 viaja pela costa do mediterrâneo com seu amigo Maurice Denis. Eles visitam Paul Cézanne em Aix-en-Provence, Paul Signac em Saint-Tropez e Henri-Edmond Cross em Cavalaire.
Dois anos depois, em 1908, Roussel atuou durante um breve período como professor na Academia Ranson em Paris. Em 1912 ele pintou a cortina do Théâtre des Champs-Élysées.
Durante os anos seguintes, executou diversas pinturas decorativas, com destaque para o Museu de Belas Artes de Winterthur em 1918 e a decoração do Teatro de Chaillot em 1937, feita em conjunto com Vuillard e Bonnard. Participou no ano seguinte na decoração do Palácio da Liga das Nações, em Genebra, realizando um painel de onze metros chamado “Pax Nutrix”.
Em 1941, após a morte de Vuillard, Roussel doou ao Estado francês 55 obras de seu cunhado e amigo.

Ker-Xavier Roussel morreu em sua casa em Etang-la-Ville, em 6 de junho de 1944.